# NGC 7077
NGC 7077 (również PGC 66860 lub UGC 11755) – galaktyka eliptyczna (E), znajdująca się w gwiazdozbiorze Wodnika. Odkrył ją Albert Marth 11 sierpnia 1863 roku.